# Омиљ Глишић
Омиљ Глишић (1892, Београд — 21/3 1912, Шумата Трница) је био пјешадијски потпоручник и четнички војвода.

## Биографија
Шест разреда гимназије и Војну академију завршио је у Београду. Како је у то вријеме организација настојала да у војводски кадар увуче што више младих официра, Глишић се јавио међу првима, прешао је границу и ступио у чету војводе Петка Илића. Кад је војвода Петко погинуо код Страцина 17/3 1912, ради лакшег кретања и избегавања потера чета је подељена на два дела. Са једним делом чете Глишић се повлачио ка српској граници али га је код села Шумата Трница опколила турска војска. У тој борби Глишић је погинуо с још 5 другова, међу којима је био и Антоније Соколовић, млађи син Глигора Соколовића.